# Костянка
Костянка — річка в Україні, у Тетіївському та Володарському районах Київської області, ліва притока Молочної (басейн Дніпра).

## Опис
Довжина річки приблизно 6  км. Висота вироку над рівнем моря — 212 м, висота гирла — 193 м, падіння річки — 19 м, похил річки — 3,17 м/км. Формується з багатьох безіменних струмків та водойм.

## Розташування
Бере початок у селі Черепин і спочатку тече на північний схід, а потім через Черепинку на схід і на південно-західній околиці села Лобачів впадає в річку Молочну, праву притоку Росі.